# Campionato mondiale di hockey su ghiaccio 1931
Il 5º Campionato mondiale di hockey su ghiaccio, valido anche come 16º campionato europeo di hockey su ghiaccio, si tenne nella settimana fra il 1º e l'8 febbraio 1931 nella cittadina di Krynica-Zdrój, in Polonia. Il torneo fu ancora una volta vinto dalla nazionale del Canada, rappresentata dalla formazione dell'Università del Manitoba, conquistando la prima posizione nel girone finale con nove punti. Gli Stati Uniti invece giunsero secondi, sconfitti solo dai canadesi, mentre la medaglia di bronzo fu vinta dall'Austria, squadra campione d'Europa. I padroni di casa della Polonia giunsero quarti, mentre vi fu il debutto internazionale della Romania.
Il formato cambiò rispetto all'anno precedente, abbandonando la formula del challenge: dopo tre turni in cui tutte le squadre giocarono almeno una partita si formarono due gruppi, uno da quattro comprendente le ultime formazioni, detto "girone di consolazione", svoltosi dal 4 al 7 febbraio, ed un altro da sei squadre per contendersi le medaglie.

## Fasi preliminari

### Primo turno
Nel Primo turno si sfidarono quattro squadre in due incontri di sola andata; le vincenti proseguirono per il Secondo turno, mentre le perdenti finirono nel Girone di consolazione.
| Krynica-Zdrój 1º febbraio 1931 | Cecoslovacchia | 4 – 1 (2-0; 1-1; 1-0) | Ungheria | Pierwsz lodowisko |

| Krynica-Zdrój 1º febbraio 1931 | Austria | 1 – 0 (d.t.s.) (0-0; 0-0; 0-0; 0-0; 1-0) | Regno Unito | Pierwsz lodowisko |

### Secondo turno
Nel Secondo turno si sfidarono otto squadre in quattro incontri di sola andata; le vincenti proseguirono per il Girone finale, mentre le perdenti finirono al Terzo turno.
| Krynica-Zdrój 1º febbraio 1931 | Canada | 9 – 0 (1-0; 4-0; 4-0) | Francia | Pierwsz lodowisko |

| Krynica-Zdrój 2 febbraio 1931 | Cecoslovacchia | 4 – 1 (0-0; 3-0; 1-1) | Polonia | Pierwsz lodowisko |

| Krynica-Zdrój 2 febbraio 1931 | Svezia | 3 – 1 (0-1; 2-0; 1-0) | Austria | Pierwsz lodowisko |

| Krynica-Zdrój 2 febbraio 1931 | Stati Uniti | 15 – 0 (7-0; 5-0; 3-0) | Romania | Pierwsz lodowisko |

### Terzo turno
Nel Terzo turno si sfidarono in gara unica le quattro perdenti del Secondo turno; le vincenti proseguirono per il Girone finale, mentre le perdenti finirono nel Girone di consolazione.
| Krynica-Zdrój 3 febbraio 1931 | Polonia | 2 – 1 (1-0; 0-0; 1-1) | Francia | Pierwsz lodowisko |

| Krynica-Zdrój 3 febbraio 1931 | Austria | 7 – 0 (4-0; 0-0; 3-0) | Romania | Pierwsz lodowisko |

## Girone finale
| Krynica-Zdrój 4 febbraio 1931 | Stati Uniti | 2 – 1 (2-0; 0-1; 0-0) | Austria | Pierwsz lodowisko |

| Krynica-Zdrój 4 febbraio 1931 | Canada | 2 – 0 (1-0; 0-0; 1-0) | Cecoslovacchia | Pierwsz lodowisko |

| Krynica-Zdrój 4 febbraio 1931 | Polonia | 2 – 0 (1-0; 0-0; 1-0) | Svezia | Pierwsz lodowisko |

| Krynica-Zdrój 5 febbraio 1931 | Cecoslovacchia | 2 – 1 (2-0; 0-0; 0-1) | Austria | Pierwsz lodowisko |

| Krynica-Zdrój 5 febbraio 1931 | Stati Uniti | 3 – 0 (3-0; 0-0; 0-0) | Svezia | Pierwsz lodowisko |

| Krynica-Zdrój 5 febbraio 1931 | Polonia | 0 – 3 (0-3; 0-0; 0-0) | Canada | Pierwsz lodowisko |

| Krynica-Zdrój 6 febbraio 1931 | Stati Uniti | 1 – 0 (0-0; 1-0; 0-0) | Cecoslovacchia | Pierwsz lodowisko |

| Krynica-Zdrój 6 febbraio 1931 | Svezia | 0 – 0 (0-0; 0-0; 0-0) | Canada | Pierwsz lodowisko |

| Krynica-Zdrój 6 febbraio 1931 | Polonia | 1 – 2 (0-0; 1-0; 0-2) | Austria | Pierwsz lodowisko |

| Krynica-Zdrój 7 febbraio 1931 | Svezia | 1 – 0 (0-0; 0-0; 1-0) | Cecoslovacchia | Pierwsz lodowisko |

| Krynica-Zdrój 7 febbraio 1931 | Canada | 8 – 0 (0-0; 7-0; 1-0) | Austria | Pierwsz lodowisko |

| Krynica-Zdrój 7 febbraio 1931 | Polonia | 0 – 1 (0-0; 0-1; 0-0) | Stati Uniti | Pierwsz lodowisko |

| Krynica-Zdrój 8 febbraio 1931 | Austria | 1 – 0 (0-0; 1-0; 0-0) | Svezia | Pierwsz lodowisko |

| Krynica-Zdrój 8 febbraio 1931 | Polonia | 0 – 0 (0-0; 0-0; 0-0) | Cecoslovacchia | Pierwsz lodowisko |

| Krynica-Zdrój 8 febbraio 1931 | Canada | 2 – 0 (1-0; 0-0; 1-0) | Stati Uniti | Pierwsz lodowisko |

| Pos. |                | PG | V | N | P | GF | GS | DR  | Pt |
| 1.   | Canada         | 5  | 4 | 1 | 0 | 15 | 0  | +15 | 9  |
| 2.   | Stati Uniti    | 5  | 4 | 0 | 1 | 7  | 3  | +4  | 8  |
| 3.   | Austria        | 5  | 2 | 0 | 3 | 5  | 13 | -8  | 4  |
| 4.   | Polonia        | 5  | 1 | 1 | 3 | 3  | 6  | -3  | 3  |
| 5.   | Cecoslovacchia | 5  | 1 | 1 | 3 | 2  | 5  | -3  | 3  |
| 6.   | Svezia         | 5  | 1 | 1 | 3 | 1  | 6  | -5  | 3  |

## Girone di consolazione
| Krynica-Zdrój febbraio 1931 | Ungheria | 3 – 1 (2-1; 1-0; 0-0) | Regno Unito | Pierwsz lodowisko |

| Krynica-Zdrój febbraio 1931 | Francia | 7 – 1 (3-0; 2-0; 2-1) | Romania | Pierwsz lodowisko |

| Krynica-Zdrój febbraio 1931 | Ungheria | 9 – 1 (4-0; 3-0; 2-1) | Romania | Pierwsz lodowisko |

| Krynica-Zdrój febbraio 1931 | Regno Unito | 2 – 1 (0-0; 0-1; 2-0) | Francia | Pierwsz lodowisko |

| Krynica-Zdrój febbraio 1931 | Regno Unito | 11 – 0 (3-0; 3-0; 5-0) | Romania | Pierwsz lodowisko |

| Krynica-Zdrój febbraio 1931 | Ungheria | 1 – 0 (0-0; 0-0; 1-0) | Francia | Pierwsz lodowisko |

| Pos. |             | PG | V | N | P | GF | GS | DR  | Pt |
| 7.   | Ungheria    | 3  | 3 | 0 | 0 | 13 | 2  | +11 | 6  |
| 8.   | Regno Unito | 3  | 2 | 0 | 1 | 14 | 4  | +10 | 4  |
| 9.   | Francia     | 3  | 1 | 0 | 2 | 8  | 4  | +4  | 2  |
| 10.  | Romania     | 3  | 0 | 0 | 3 | 2  | 27 | -25 | 0  |

## Graduatoria finale
| Pos | Squadra        |
| --- | -------------- |
|     | Canada         |
|     | Stati Uniti    |
|     | Austria        |
| 4   | Polonia        |
| 5   | Cecoslovacchia |
| 6   | Svezia         |
| 7   | Ungheria       |
| 8   | Regno Unito    |
| 9   | Francia        |
| 10  | Romania        |

| Campione del mondo di hockey su ghiaccio 1931 |
| Canada 5º titolo                              |

| Pos | Squadra     | Formazione |
| --- | ----------- | --- |
|     | Canada      | George Garbutt, George Hill, Daniel McCallum, Gordon McKenzie, Ward McVey, Frank Morris, John Pidcock, Art Puttee, Blake Watson, Guy Williamson                                               |
|     | Stati Uniti | Ty Anderson, Edward Dagnioni, Robert Elliot, Ted Frazier, Hall, Frank Nelson, Charles Ramsey, Laurence Sanford, Dwight Shefner, Gordon Smith, Richard Thayer                                  |
|     | Austria     | Herbert Brück, Friedrich Demmer, Jacques Dietrichstein, Anton Emhardt, Josef Göbel, Bruno Kahane, Karl Kirchberger, Ulrich Lederer, Walter Sell, Hans Tatzer, Hans Trautenberg, Hermann Weiss |

## Campionato europeo
Il torneo fu valido anche per il 16º campionato europeo e venne utilizzata la graduatoria finale del campionato mondiale per determinare le posizioni del torneo continentale; dunque, esclusi Canada e Stati Uniti, la vittoria andò all'Austria, terza nella classifica finale.
| Pos | Squadra        |
| --- | -------------- |
|     | Austria        |
|     | Polonia        |
|     | Cecoslovacchia |
| 4   | Svezia         |
| 5   | Ungheria       |
| 6   | Regno Unito    |
| 7   | Francia        |
| 8   | Romania        |